# Gussoneova kiselica
Gussoneova kiselica (lat. Rumex nebroides) je biljka iz porodice Polygonaceae, u raširena po Europi od Pireneja na istok do Turske, uključujući Apeninski poluotok, Hrvatsku, Grčku i Albaniju.

## Sinonimi
- Acetosa nebroides (Campd.) Holub
- Rumex gussonei Arcang.
- Rumex triangularis Guss.